# 贝桑 (埃罗省)
贝桑（法語：Bessan，法語發音：[bɛsɑ̃]）是法国埃罗省的一个市镇，属于贝济耶区。

## 地理
贝桑（43°21'41"N, 3°25'27"E）面积27.65 平方千米，位于法国奧克西塔尼大區埃罗省，该省份为法国南部沿海省份，南濒地中海，西南接奥德省，西北接塔恩省和阿韦龙省，东北与加尔省接壤。
与贝桑接壤的市镇（或旧市镇、城区）包括：阿格德、弗洛朗萨克、蒙布朗、圣蒂贝里、维亚斯。

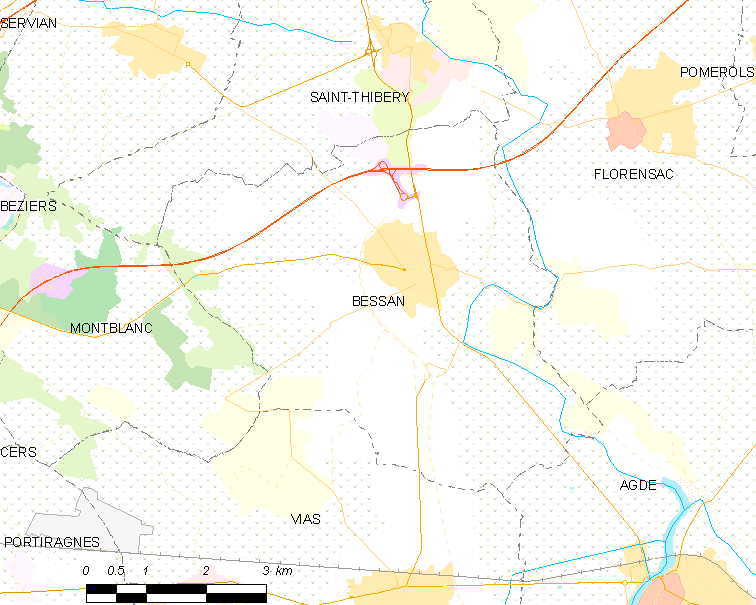
的OSM定位图

贝桑的时区为UTC+01:00、UTC+02:00（夏令时）。

## 行政
贝桑的邮政编码为34550，INSEE市镇编码为34031。

## 政治
贝桑所属的省级选区为阿格德县。

## 人口

1962-2008年间人口变化图示

贝桑于2022年1月1日时的人口数量为5705人。